# Strelka (Nizhni Nóvgorod)
La Strelka (en ruso: Стрелка Нижнего Новгорода) es uno de los principales hitos naturales de Nizni Nóvgorod. Está ubicado en la confluencia de dos grandes ríos Oka y Volga.

## Descripción
El Strelka separa el Oka y el Volga. En el pasado, era un puerto para buques de carga que llegaban y partían de Nizni Nóvgorod. Esta es también la ubicación de la Catedral de Alejandro Nevski.
Aquí está el nuevo estadio de Nizni Nóvgorod para la Copa Mundial de Fútbol de 2018. La estación de metro Strelka también está planificada para abrir ese 30 de abril de 2018.

## Historia

### DelsigloXVIalsigloXX

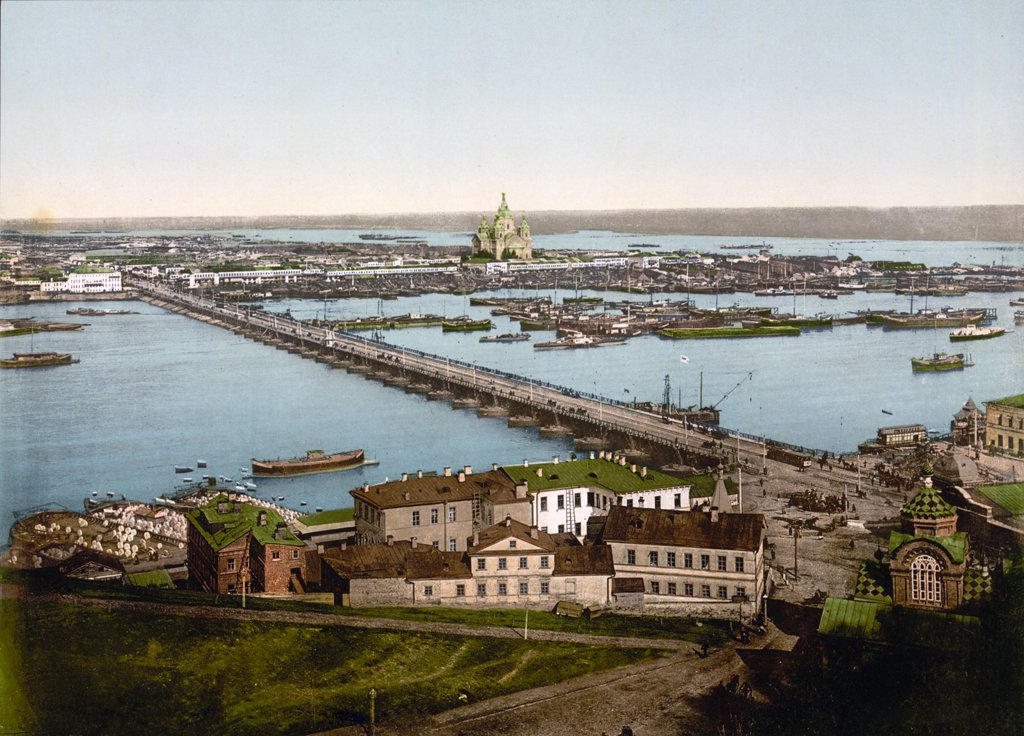
Vista de la Strelka y catedral de Alejandro Nevski. Andrei Karelin y Iván Shishkin. 1880.

En los tiempos del Zarato ruso, la Strelka era el centro del cuerpo de ejército de Strelitski de Nizni Nóvgorod Uyezd, recibiendo su nombre. Más tarde, el puerto fluvial comenzó a formarse aquí. Este lugar era conveniente para la descarga y carga de carga y buques mercantes que llegaban a Nizni Nóvgorod a lo largo de Oka y Volga. Un lugar bajo, en la intersección de dos ríos, se volvió más rentable para la construcción de atracaderos que la alta colina del Kremlin de Nizni Nóvgorod. Muelles de Siberia se formaron en la orilla desde el lado del Volga.
Durante la época del Imperio ruso, los muelles de San Petersburgo del lado Oka se añadieron a los muelles en la costa del Volga. Una nueva etapa en el desarrollo del puerto fluvial en Strelka fue la transferencia de la feria de Makariev en 1817. Desde entonces, la facturación de las vías navegables se ha convertido en más de 70 millones de pud (31 millones de kilogramos). En 1880, la catedral de Alejandro Nevski se construyó en Strelka. También se llamó catedral "nueva feria". Durante la Exposición de toda Rusia en 1896, se construyeron casas de huéspedes y pabellones de exposiciones. Además, se inauguró el primer tranvía que conecta la ciudad con la feria. Este evento transformó por completo a Strelka, convirtiéndolo en uno de los lugares más concurridos de Kanavinskaya Sloboda, que aún no formaba parte de Nizni Nóvgorod.

### Período soviético

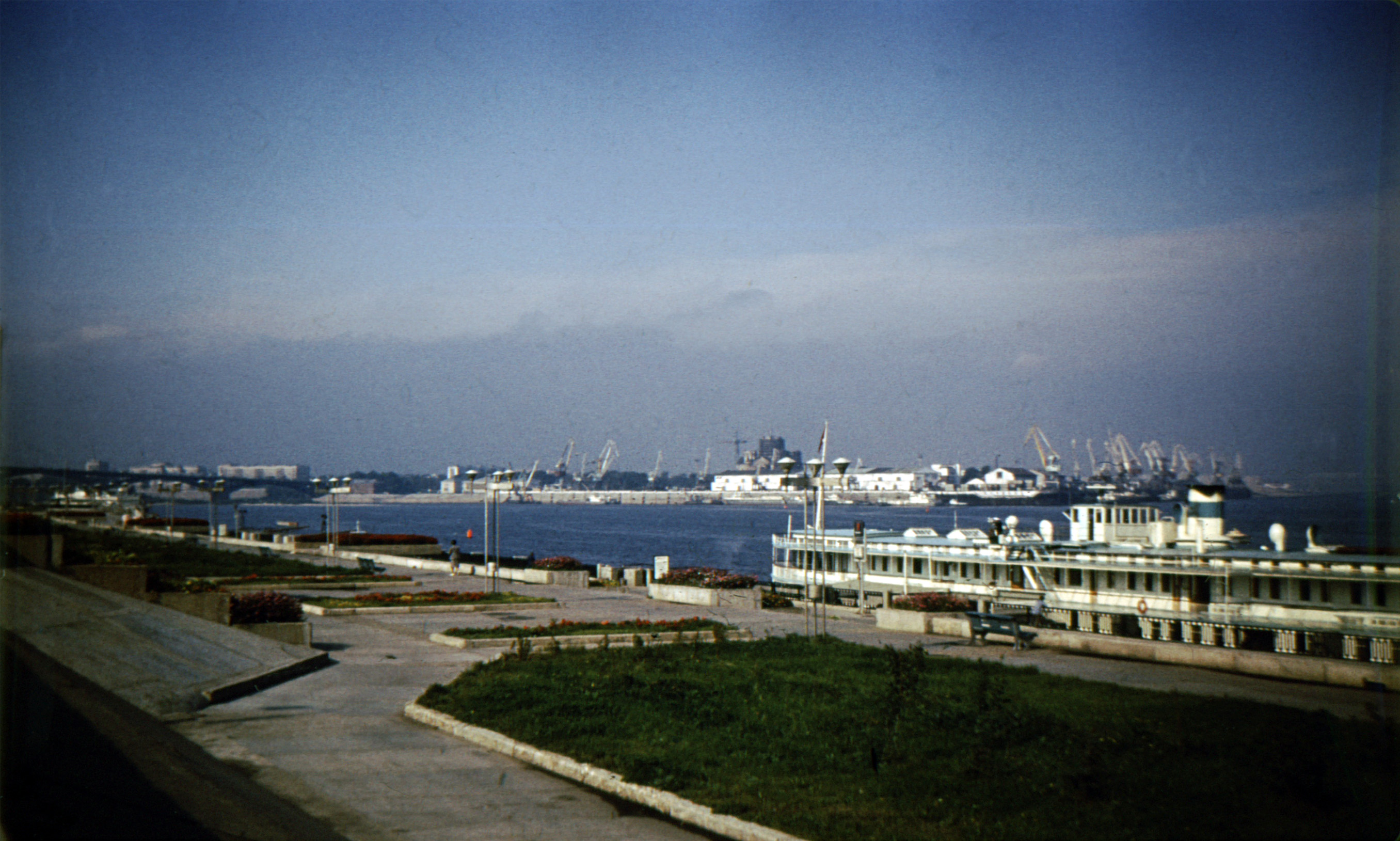
La Strelka en el período soviético. Un edificio gris oscuro en el centro es el anterior catedral de Alejandro Nevski, convertida en un almacén. 1985.

Durante la Unión Soviética, se han producido cambios importantes en el territorio de la Strelka. El 5 de febrero de 1918, se estableció la administración de muelles. En 1932 se construyó un gran puerto de carga en este territorio. Además, a finales de los años 30, comenzó la destrucción de la catedral de Alejandro Nevski. En el sitio de la catedral se planeó construir un faro gigante con un monumento a Vladimir Lenin desde arriba. Sin embargo, solo su techo y cúpulas fueron desmantelados. Durante todo el período soviético se utilizó como almacén y vivienda comunal para los trabajadores portuarios. Durante la Segunda Guerra Mundial en el techo de la catedral, en lugar de la cúpula central, se instaló una ametralladora antiaérea para repeler los ataques de la Luftwaffe contra el puerto. La defensa del Strelka no permitió a los alemanes bombardear el territorio del puerto y el puente Okski (Kanavinski). Después de la guerra, el puerto comenzó a aumentar la rotación de carga y se convirtió en uno de los más grandes de la Unión Soviética. Durante la Guerra Fría, se construyó una red de búnkeres subterráneos antinucleares en Strelka. En 1983, comenzó la restauración de la catedral de Alejandro Nevski.

### Rusia actual

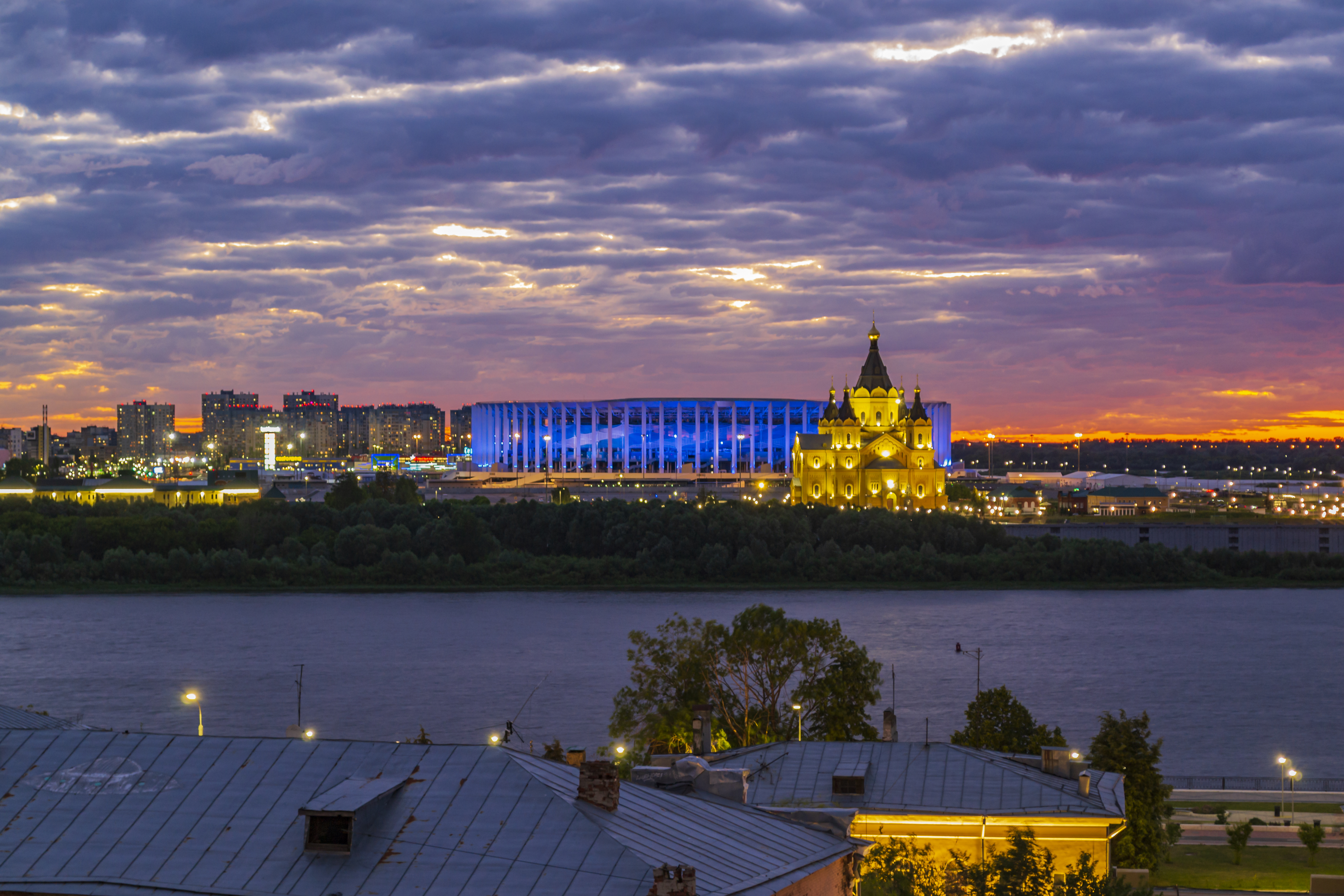
Vista de la Strelka, la catedral de Alejandro Nevski y el Estadio de Nizni Nóvgorod en la noche. 2022

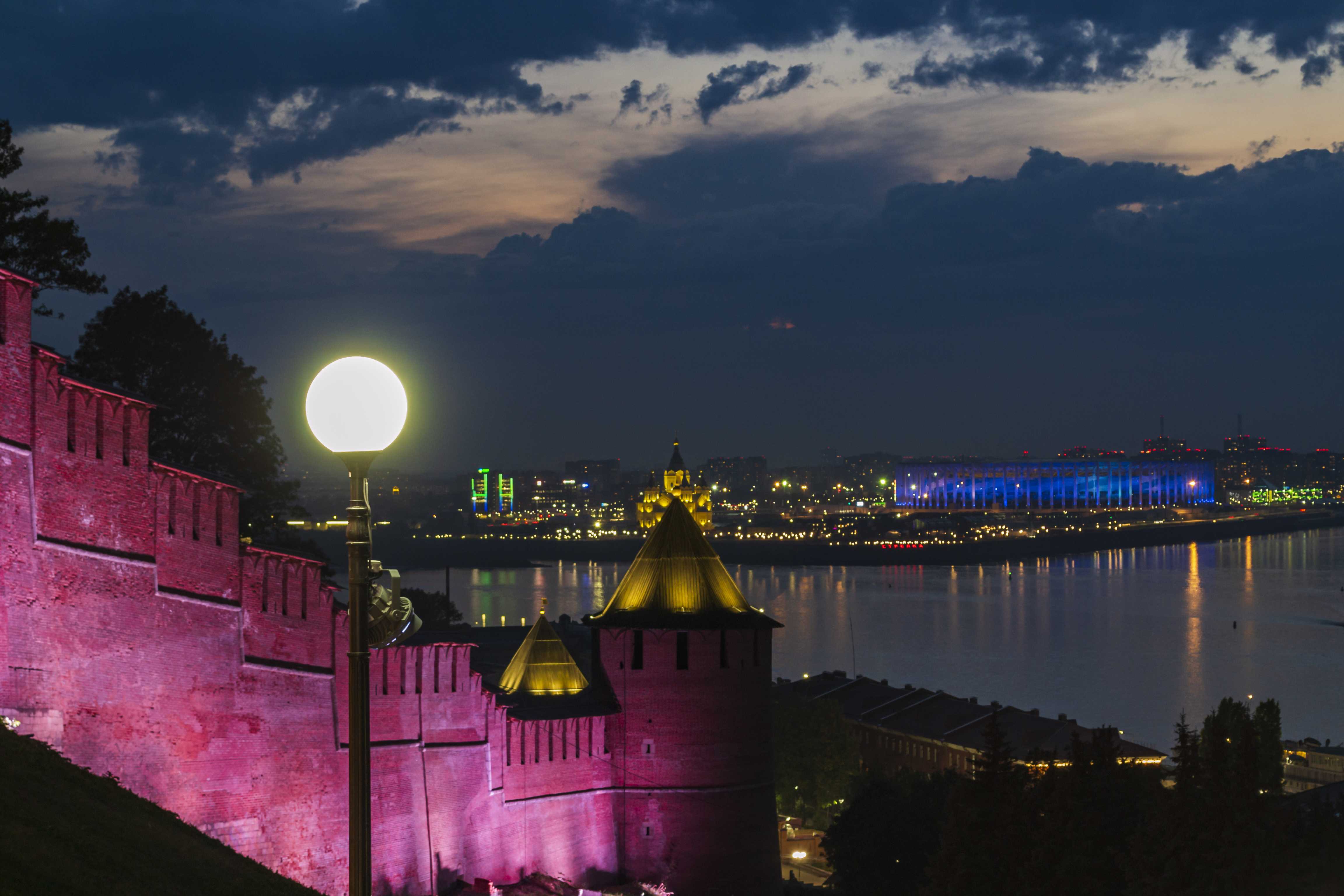
Torre de San Boris y Gleb del Kremlin de Nizni Nóvgorod y el Strelka

Después de la disolución de la Unión Soviética, el puerto del Strelka fue privatizado. En este territorio, se construyeron muchos garajes ilegales y edificios privados. En los años 90, el ayuntamiento y los residentes locales no se preocupaban por el exterior del Strelka. La restauración de la catedral de Alejandro Nevski se completó. A principios de la década de 2000, la situación cambió. La construcción de un microdistrito en el páramo cerca del puerto comenzó. Al principio se construyó el microdistrito Sedmóye Nebo, un hipermercado del mismo nombre se abrió un poco más tarde. El desarrollo de este territorio fue incluido en el plan general de los años 70. Se planeó construir áreas residenciales y una nueva carretera en el terraplén del Volga. En el territorio continuó construyendo nuevas casas, caminos y otra infraestructura. A principios de 2010 había planes para el desarrollo del territorio para el centro comercial y de negocios Strelka-City. Sin embargo, en 2015 se supo que el territorio del Strelka se construirá el estadio para la Copa Mundial de la FIFA 2018 y el territorio que lo rodea será completamente reconstruido. En el mismo año se transfirió el puerto fluvial, y sus funciones se distribuyeron entre las ciudades de Kstovo, Bor y otros. También hay la misma estación de metro Strelka.
Durante la reconstrucción en el puerto anterior se descubrieron estructuras metálicas de encaje de la Exposición de toda Rusia de 1896, que fueron transportados al muelle de Siberia y rehechas en almacenes en 1902. La gente del pueblo abogó por la preservación de estas estructuras en el mismo lugar y el exgobernador Valeri Shantsev apoyó a los ciudadanos de Nizni Nóvgorod. Estas estructuras se planean para restaurar y usar para otros propósitos. El 1 de agosto de 2017 se demolieron viejos almacenes de hormigón, construidos en los años 30 en el período soviético. No tenían valor histórico. Sin embargo, los medios y activistas liberales presentaron esta información como si los depósitos históricos con estructuras de encaje fueran demolidos.
El 1 de noviembre de 2016, comenzó la construcción de una carretera en el terraplén del Volga desde Strelka a lo largo del barrio Meshcherskoe Ozero. La proyección y el comienzo de la construcción también acompañaron un escándalo provocado por los residentes locales. Nuevamente fueron apoyados por los medios y liberales. Los habitantes consideraron este territorio como su lugar inmediato de descanso y paseos, y también lo llamaron zona ecológica. Sin embargo, este terraplén fue completamente destruido y ensuciado. Esto no correspondía en modo alguno a las palabras de los residentes acerca de un lugar completo para la recreación. Además, el proyecto para construir una carretera en el terraplén del Volga se desarrolló en 1977 y se aprobó en 2010.
Otro descubrimiento fue los búnkeres subterráneos construidos durante la Guerra Fría, en caso de un ataque nuclear. Fueron encontrados en diciembre de 2016. Se hicieron propuestas públicas sobre su preservación y transformación en el Museo de la Guerra Fría.